# 芒阿雷瓦岛君主列表

芒阿雷瓦王国国旗

波利尼西亚甘比尔群岛的芒阿雷瓦岛，在1881年2月21日被法国吞并之前，一直是一个君主制国家。虽然甘比尔群岛上还有其他君主，如塔拉瓦伊岛的君主，但芒阿雷瓦岛的国王被视为地位最高者。这些岛屿的国王和酋长被称为“阿卡里基”，出自“托戈伊蒂”阶层。

## 列表
像许多波利尼西亚的族谱一样，芒阿雷瓦岛的族谱始于诸神或神化的祖先。
- 阿图-莫图阿
- 阿图-莫阿纳
- 塔恩加罗阿-梅阿
- 塔恩加罗阿-胡鲁帕帕
- 图-特-凯凯乌
- 奥罗基
- 瓦伊阿莫
- 未记载
- 未记载
- 图鲁-库拉
- 图鲁-雷伊
- 塔伊维雷与塔罗伊：乌阿之子，乌阿与其兄弟特·图普阿自拉罗汤加而来，并与芒阿雷瓦的诺诺结婚。据说，在他们的统治期间，图帕带来了椰子。
- 未记载
- 塔基-马拉马
- 托龙加
- 波皮，或波皮-特-莫阿
- 安吉-阿-波皮
- 蒂波蒂：安吉-阿-波皮与特·普鲁-欧努之子
- 塔豪-芒吉
- 波诺-特-阿卡里基：马科哈-伊蒂与劳伊-罗罗之子，塔豪芒吉的侄子
- 未记载
- 塔马-凯乌：其子为埃图阿-塔奥雷阿，其女为托阿-特-埃图阿-塔奥雷阿，是一位不幸的女王，她曾要求水来解渴，喉咙却被刺穿以灌入水，死后她与孩子的尸体都被吃掉。
- 雷伊塔普：里基提亚人，塔埃-塔马凯乌与图阿雷乌之子；死于基里米罗的拉拉梅伊-陶，被刺杀，导致塔库的失落。
- 马汉加-维希努伊：阿佩-伊蒂之父
- 阿佩-伊蒂：里基提亚人，征服了塔库。在他统治时期，大迁徙将居民扩散至图阿莫图群岛，包括雷奥、普卡鲁哈、塔科托、瓦希塔希、哈奥、法卡希纳、方加图及部分希库埃鲁——多通过提供女性来完成。
- 梅哈拉-图哈鲁阿
- 波考乌
- 奥凯乌
- 马科罗-陶-埃里基：其治下无战事，一片和平
- 芒吉-图-塔瓦克：马科罗-陶-埃里基与妻子马库特阿之子
- 特·阿里基-特阿：芒吉-图-塔瓦克之子，仅名义上为王；其弟特·阿里基-蓬戈更受人民欢迎
- 特·奥阿：特·阿里基-特阿与托阿陶之子
- 特·马特奥阿，或马普-鲁雷：其妻为普鲁雷，约去世于1830年或1832年
- 特·伊卡-托霍拉：约卒于1824年
- 特·马普特奥阿，号格列高利一世，1830年—1857年在位，去世于1857年6月20日
- 若瑟·格列高利二世，1857年—1868年在位，去世于1868年11月21日[1][2][3]

## 摄政

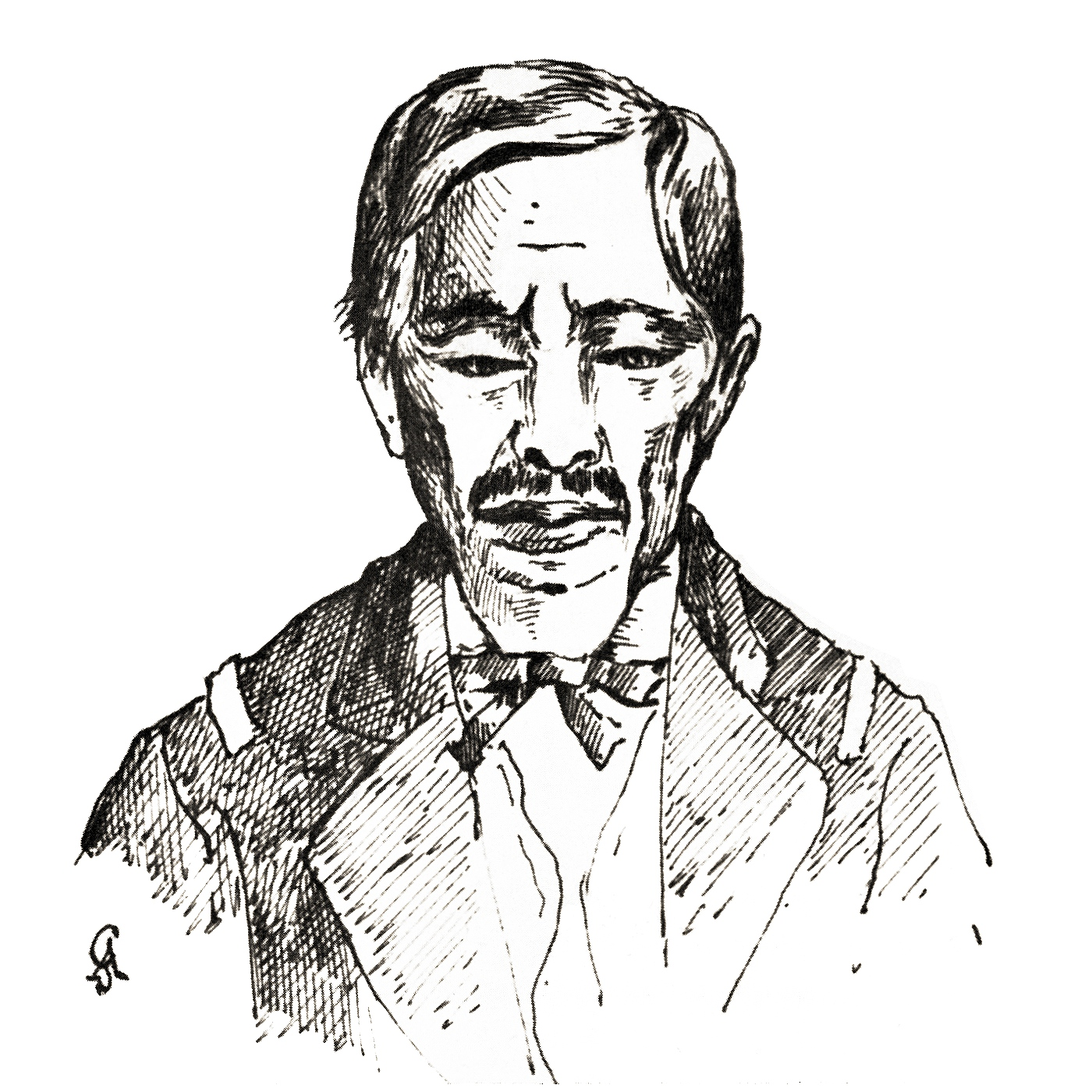
芒阿雷瓦王国末任国王贝尔纳多·普泰里

由于约瑟夫·格雷戈里奥二世国王年幼，他与母亲玛丽亚·尤托基亚·托阿普特图和叔叔埃利亚·特奥一同执政。1868年，约瑟夫·格雷戈里奥二世去世，无后嗣，因此成立了摄政府，等待玛丽亚·尤托基亚·托阿普特图或菲洛梅尔的两位存活的女儿生下男性继承人。
- 埃利亚·特奥，摄政大约自1857年起，在马普特欧亚去世后，与玛丽亚·尤托基亚一同为其侄子约瑟夫·格雷戈里奥二世执政。
- 玛丽亚·尤托基亚·托阿普特图，1857年至1868年与儿子一同摄政，之后在1868至1869年单独摄政。她退休至劳鲁修道院，并于1869年8月27日去世。
- 阿卡基奥·特马特雷库拉，1869年摄政。于1869年8月24日去世。
- 阿罗内·特卡托阿拉，1869年至1873年摄政。因在街上亲吻一名女孩被迫辞职，并于1881年10月30日去世。
- 贝尔纳多·普泰里（英语：Bernardo Putairi），1873年至1881年摄政。1881年，当法国殖民专员亨利·伊西多尔·谢塞访问该岛时，菲洛梅尔已去世，贝尔纳多·普泰里被册封为国王。于1889年1月1日去世。他是该国末任君主。